# Mauritius op de Olympische Zomerspelen 1992
Mauritius nam deel aan de Olympische Zomerspelen 1992 in Barcelona, Spanje.

## Deelnemers en resultaten
(m) = mannen, (v) = vrouwen

### Atletiek
| Olympiër              | Onderdeel                | Resultaat | Prestatie                             |
| --------------------- | ------------------------ | --------- | ------------------------------------- |
| Judex Lefou           | 110m horden (m)          | 35e       | serie 2: 7de in 14,45                 |
| Khemraj Naiko         | hoogspringen (m)         | 33e       | kwalificatie groep A: 20ste met 2,10m |
| Jean-Kersley Gardenne | polsstokhoogspringen (m) | 24e       | kwalificatie groep A: 13de met 5,20m  |

### Badminton
| Olympiër          | Onderdeel      | Resultaat | Prestatie                                                               |
| ----------------- | -------------- | --------- | ----------------------------------------------------------------------- |
| Édouard Clarisse  | enkelspel (m)  | 33e       | 1ste ronde: V van HKG Wong: 0-2 (1-15, 2-15)                            |
|                   |                |           |                                                                         |
| Martine de Souza  | enkelspel (v)  | 33e       | 1ste ronde: V van SWE Magnusson: 0-2 (1-11, 0-11)                       |
| Vandanah Seesurun | enkelspel (v)  | 33e       | 1ste ronde: V van DEN Martin: 0-2 (1-11, 0-12)                          |
| Martine de Souza  | dubbelspel (v) | 33e       | 1ste ronde: V van THA Mulasartsatorn/Sansaniyakuvilia: 0-2 (2-15, 1-15) |

### Zeilen
| Olympiër     | Onderdeel         | Resultaat | Prestatie                                      |
| ------------ | ----------------- | --------- | ---------------------------------------------- |
| Marie Menage | lechner A-390 (v) | 23e       | 261 punten: (23-23-DNC-22-23-23-DNC-23-20-DNC) |

### Zwemmen
| Olympiër                                                          | Onderdeel             | Resultaat | Prestatie                |
| ----------------------------------------------------------------- | --------------------- | --------- | ------------------------ |
| Benoît Fleurot                                                    | 200m vrije slag (m)   | 42e       | serie 3: 6de in 1.59,73  |
| Benoît Fleurot                                                    | 400m vrije slag (m)   | 42e       | serie 2: 7de in 4.12,05  |
| Benoît Fleurot                                                    | 1500m vrije slag (m)  | 28e       | serie 1: 5de in 16.43,46 |
| Bernard Desmarais                                                 | 100m schoolslag (m)   | 46e       | serie 3: 6de in 1.07,75  |
| Bernard Desmarais                                                 | 200m schoolslag (m)   | 45e       | serie 1: 2de in 2.31,52  |
| Benoît Fleurot                                                    | 200m vlinderslag (m)  | 43e       | serie 2: 4de in 2.13,09  |
|                                                                   |                       |           |                          |
| Corinne Leclair                                                   | 100m vrije slag (v)   | 44e       | serie 1: 4de in 1.00,95  |
| Corinne Leclair                                                   | 200m vrije slag (v)   | 35e       | serie 2: 6de in 2.12,55  |
| Corinne Leclair                                                   | 400m vrije slag (v)   | 33e       | serie 2: 5de in 4.43,53  |
| Corinne Leclair Luanne Maurice Annabelle Mariejeanne Nathalie Lam | 4x100m vrije slag (v) | 13e       | serie 2: 7de in 4.09,96  |

Albanië · Algerije · Amerikaanse Maagdeneilanden · Amerikaans-Samoa · Andorra · Angola · Antigua en Barbuda · Argentinië · Aruba · Australië · Bahama's · Bahrein · Bangladesh · Barbados · België · Belize · Benin · Bermuda · Bhutan · Bolivia · Bosnië en Herzegovina · Botswana · Brazilië · Britse Maagdeneilanden · Bulgarije · Burkina Faso · Canada · Centraal-Afrikaanse Republiek · Chili · China · Chinees Taipei · Colombia · Congo-Brazzaville · Cookeilanden · Costa Rica · Cuba · Cyprus · Denemarken · Djibouti · Dominicaanse Republiek · Duitsland · Ecuador · Egypte · El Salvador · Equatoriaal-Guinea · Estland · Ethiopië · Fiji · Filipijnen · Finland · Frankrijk · Gabon · Gambia · Gezamenlijk team · Ghana · Grenada · Griekenland · Groot-Brittannië · Guam · Guatemala · Guinee · Guyana · Haïti · Honduras · Hongarije · Hongkong · Ierland · IJsland · India · Indonesië · Irak · Iran · Israël · Italië · Ivoorkust · Jamaica · Japan · Jemen · Jordanië · Kaaimaneilanden · Kameroen · Kenia · Koeweit · Kroatië · Laos · Lesotho · Letland · Libanon · Libië · Liechtenstein · Litouwen · Luxemburg · Madagaskar · Malawi · Malediven · Maleisië · Mali · Malta · Marokko · Mauritanië · Mauritius · Mexico · Monaco · Mongolië · Mozambique · Myanmar · Namibië · Nederland · Nederlandse Antillen · Nepal · Nicaragua · Nieuw-Zeeland · Niger · Nigeria · Noord-Korea · Noorwegen · Oeganda · Oman · Oostenrijk · Pakistan · Panama · Papoea-Nieuw-Guinea · Paraguay · Peru · Polen · Portugal · Puerto Rico · Qatar · Roemenië · Rwanda · Saint Vincent‑Grenadines · Salomonseilanden · Samoa · San Marino · Saoedi-Arabië · Senegal · Seychellen · Sierra Leone · Singapore · Slovenië · Soedan · Spanje · Sri Lanka · Suriname · Swaziland · Syrië · Tanzania · Thailand · Togo · Tonga · Trinidad en Tobago · Tsjaad · Tsjecho-Slowakije · Tunesië · Turkije · Uruguay · Vanuatu · Venezuela · Verenigde Arabische Emiraten · Verenigde Staten · Vietnam · Zaïre · Zambia · Zimbabwe · Zuid-Afrika · Zuid-Korea · Zweden · Zwitserland · Onafhankelijke olympische deelnemers